# Qaamarngup uummataa
Qaamarngup uummataa (ang. Heart of Light, duń. Lysets hjerte)  – grenlandzko-duńsko-norwesko-szwedzki dramat filmowy z 1998 roku w reżyserii Jacoba Grønlykke. Obraz został zrealizowany na Grenlandii. W roli głównej wystąpił grenlandzki piosenkarz i aktor Rasmus Lyberth.

## Obsada[2]
- Rasmus Lyberth – Rasmus
- Nukâka Coster-Waldau – Trommedanser
- Niels Platow – Mikael Berthelsen
- Vivi Nielsen – Marie
- Agga Olsen – Magdalene
- Kenneth Rasmussen – Simon
- Laila Rasmussen – Karina
- Asger Reher – szef policji
- Knud Petersen
- Henrik Larsen
- Søren Hauch-Fausbøll
- Karina Skands
- Julie Carlsen